# Hugo Cantergiani

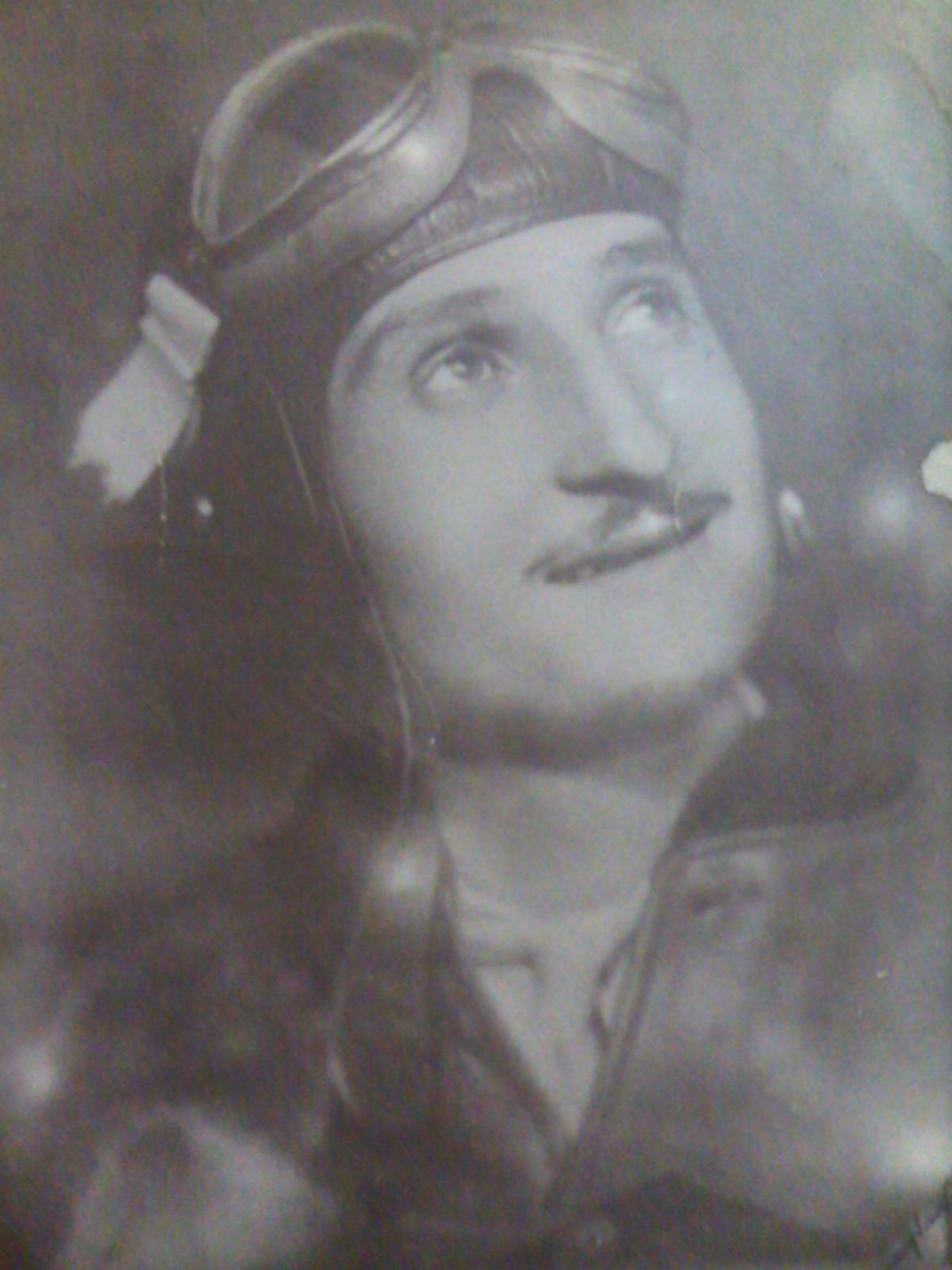
Hugo Cantergiani

Hugo Cantergiani (Caxias do Sul, 2 de janeiro de 1909 — Rio de Janeiro, 6 de fevereiro de 1937) foi um aviador brasileiro, primeiro mártir da aviação civil brasileira.
Filho de Heitor Cantergiani e Luiza Marchioro, em 1929 foi para o Rio de Janeiro, onde matriculou-se na Escola de Aeronáutica do Exército, no Campo dos Afonsos. Concluiu o curso, chegando a sargento 3° aviador, sofreu seu primeiro acidente em 4 de dezembro de 1933, quando o Moth K142 que tripulava, junto Edmundo Seixas, caiu na Guanabara, matando o último e deixando Hugo com um braço inutilizado, portanto incapaz para o serviço militar.
Em 27 de novembro de 1937 foi noticiado que Hugo Cantergiani escreveu, nos céus do Rio de Janeiro, a palavra BRASIL, utilizando fumaça saindo do seu avião Moth, sendo a primeira demonstração desse tipo no país.
1. 1 2 3  SPALDING, Walter. Construtores do Rio Grande (3 vol.). Porto Alegre: Livraria Sulina, 1969. 840 p.
2. ↑  «O Arrojado Feito de um Aviador Gaúcho, no Rio.». Jornal República. Jornal República, de Santa Catarina, de 27 de novembro de 1935. Ano II, número 504. 504: 1

Em 1933 teve um filho chamado Hugo Cantergiani (1933 - 1973).
Fundou com Ubirajara Sousa e Leonel Lima, uma escola de aviação, na Esplanada do Castelo, no Rio, a Escola de Aviação Civil da Ponta do Calabouço. Durante um voo de instrução a baixa altura, seu aparelho cai próximo a ilha de Villegagnon, matando a Cantergiani e seu aluno.